# Apteeker Melchior. Viirastus
Apteeker Melchior. Viirastus (tradução literal: Apotecário Melchior. Viralidade) é um filme de mistério histórico estónio de 2022, baseado nos romances de Indrek Hargla. O filme é a segunda parte de uma trilogia, começada com Apteeker Melchior, lançada em abril e seguida por Apteeker Melchior. Timuka tütar (Apotecário Melchior. Filha do Carrasco), foi lançada em novembro, sendo a primeira vez na história do cinema da Estónia onde uma trilogia inteira vai estrear dentro de um único ano.
O filme foi feito através de uma cooperação entre a Estónia, Alemanha, Letónia e Lituânia.

## Elenco
- Märten Metsaviir - Melchior Wakenstede
- Alo Kõrve - Wentzel Dorn
- Maarja Johanna Mägi - Keterlyn Kordt
- Mait Malmsten - Rode
- Raivo Trass – Goswin
- Carmen Mikiver – Annlin
- Rain Simmul – Hainz
- Riina Maidre – Odele

## Galeria

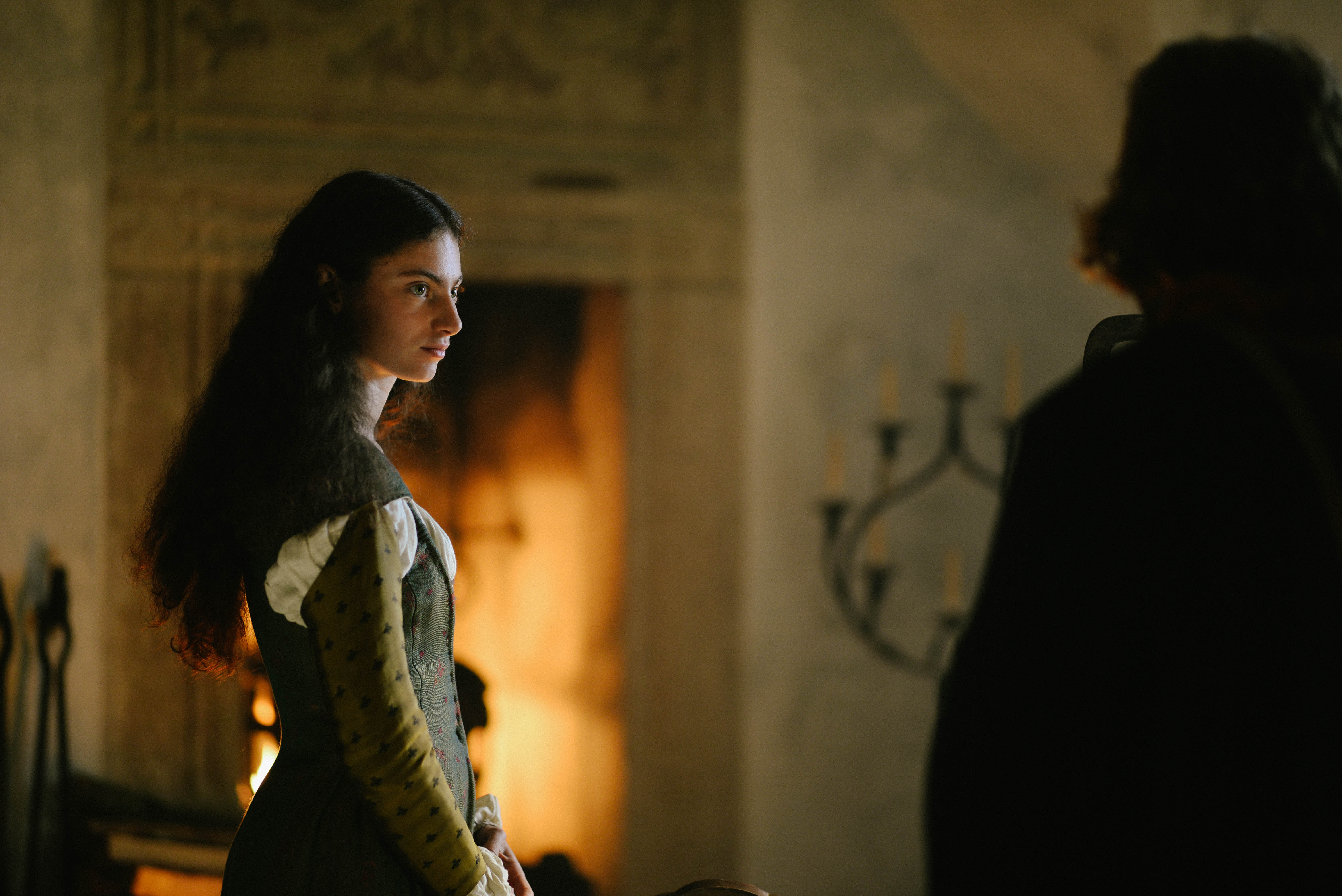
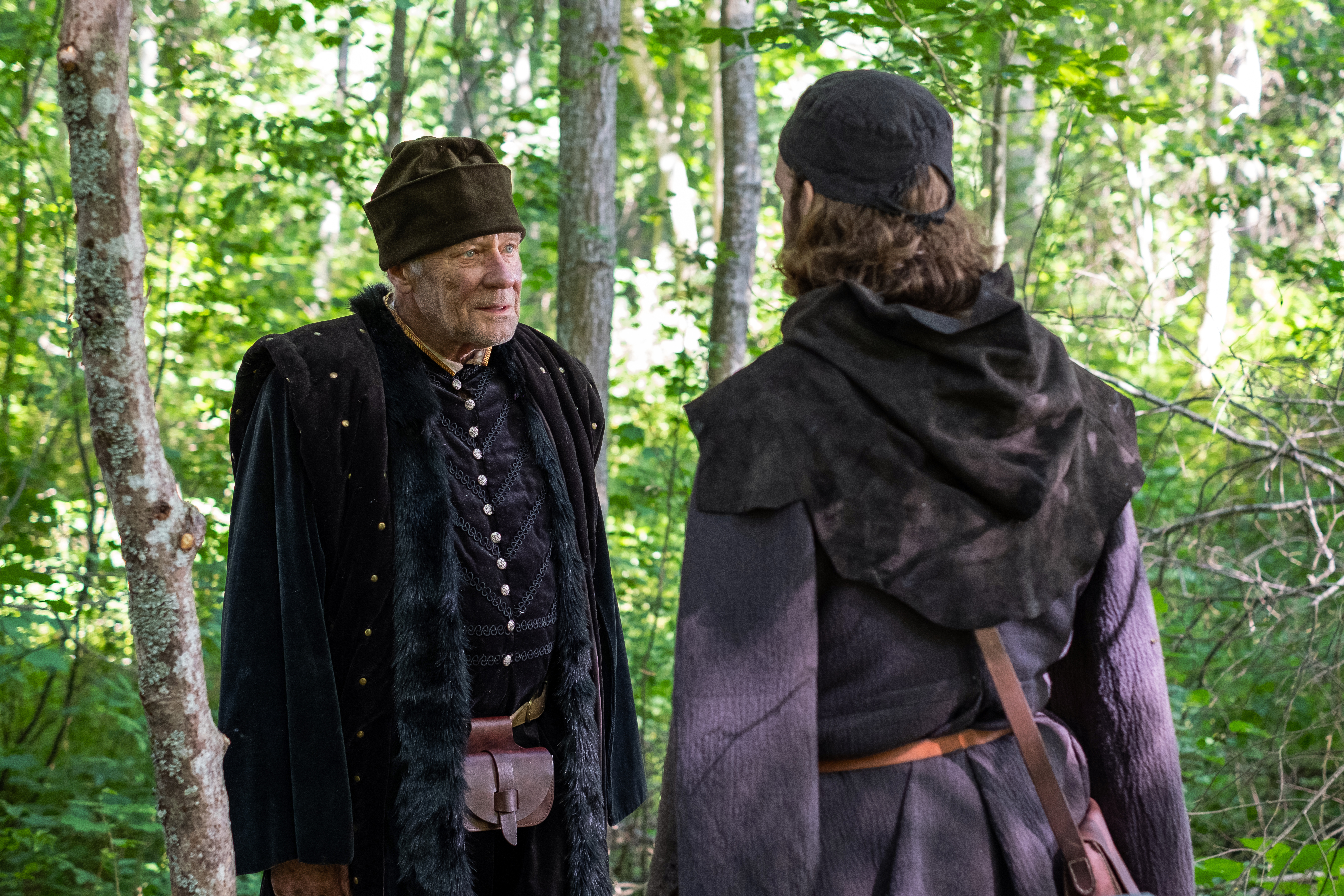
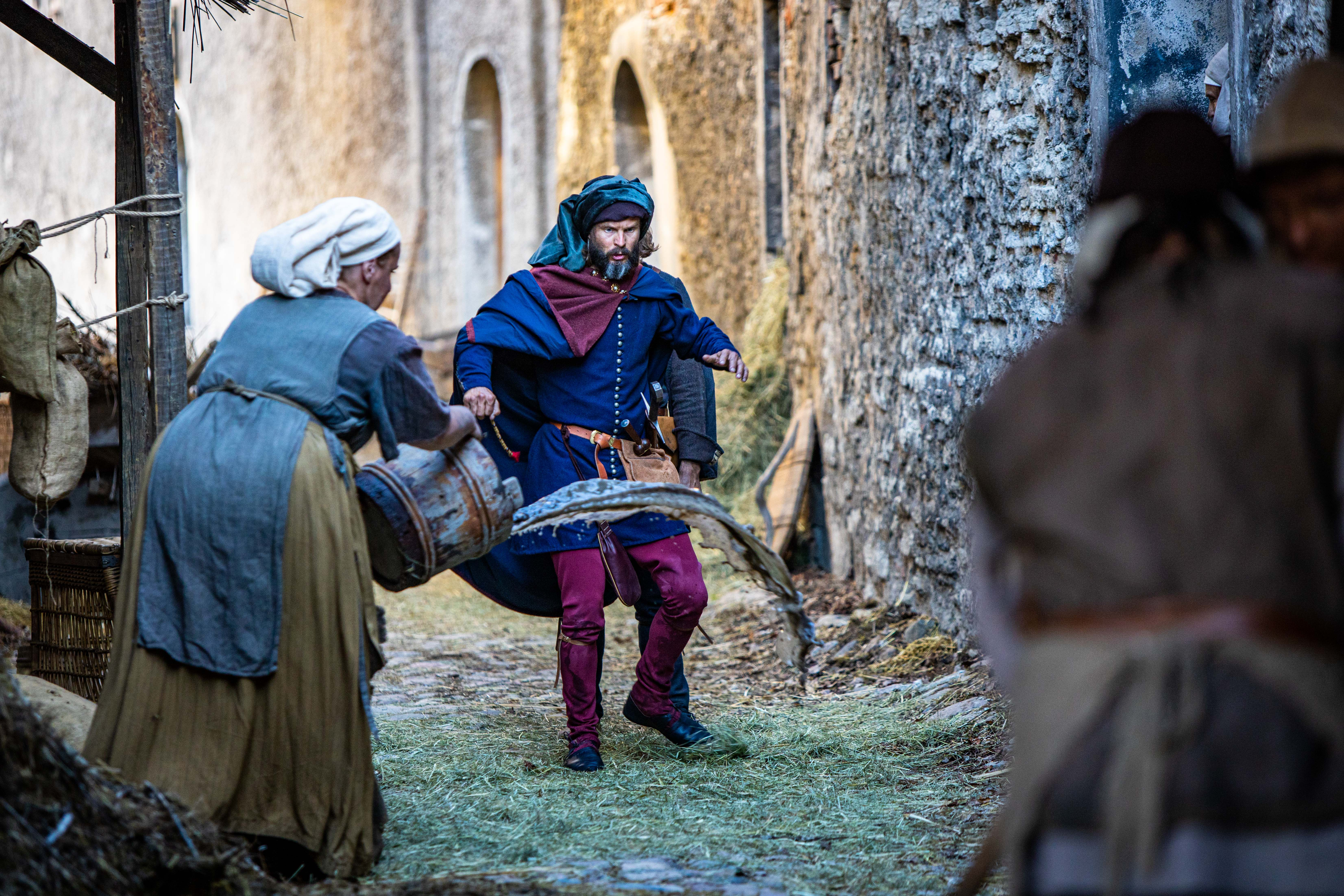
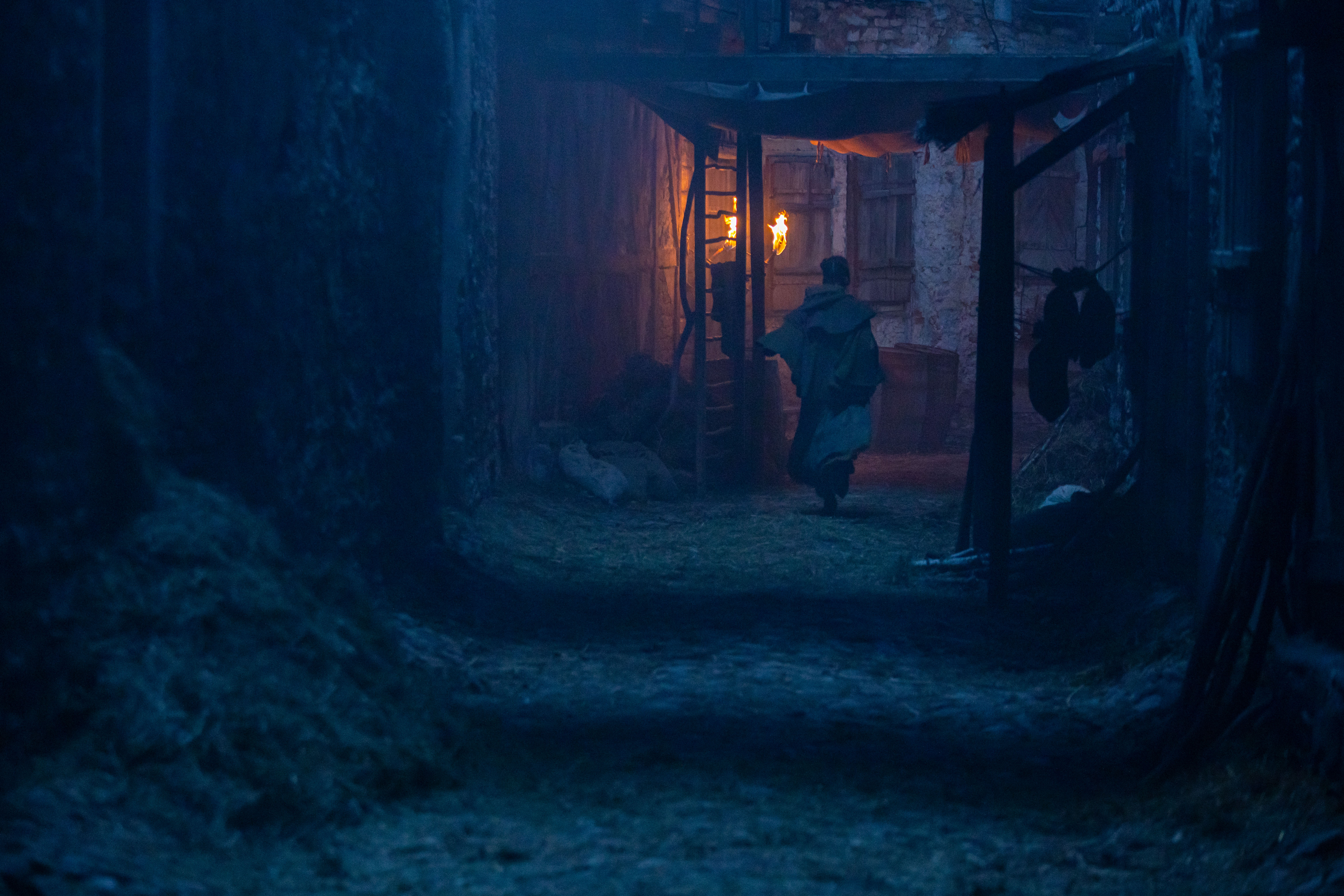
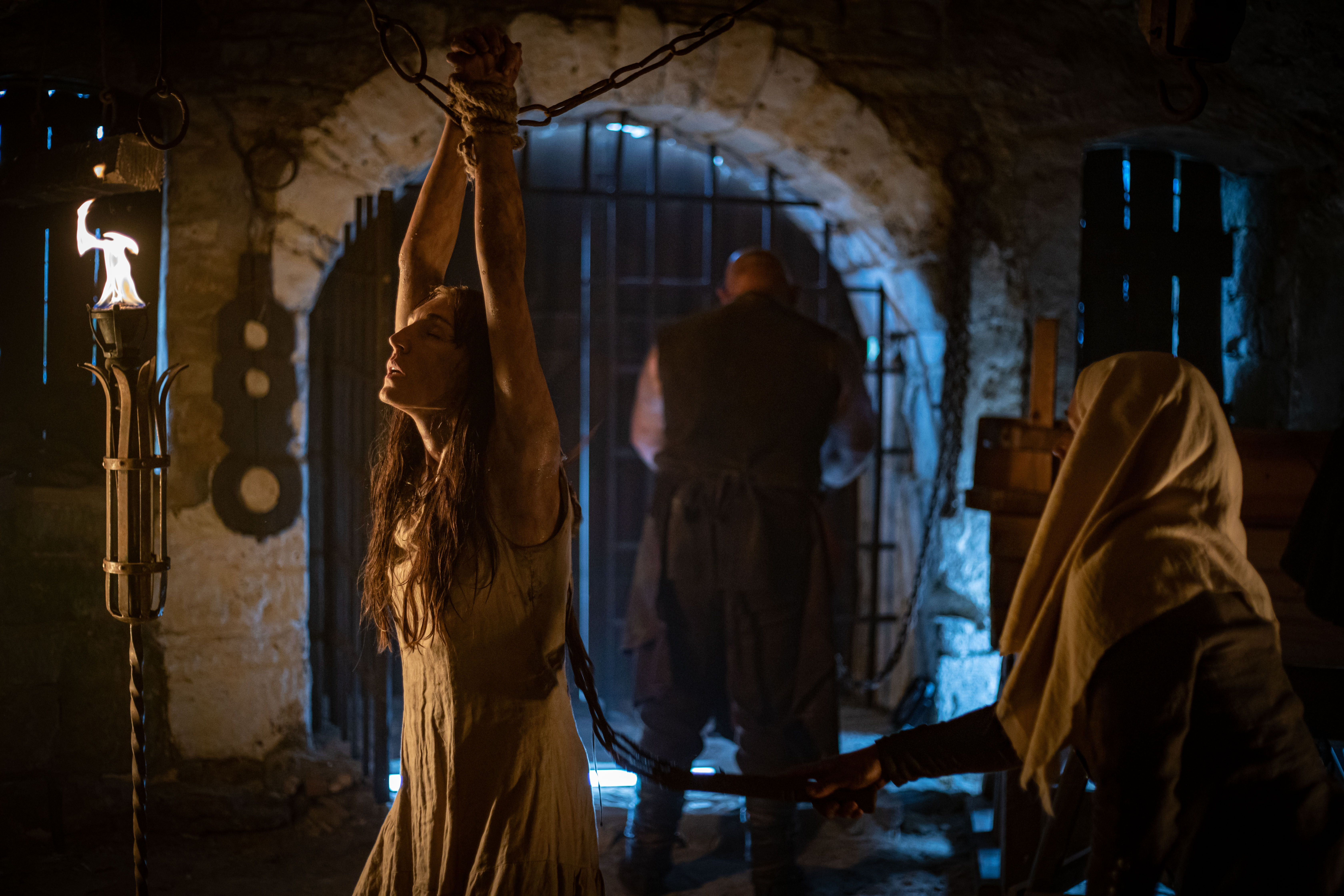